# Bugle (Automarke)
Bugle ist eine britische Automarke.

## Markengeschichte
Roland Sharman, der bereits Erfahrungen mit dem Verkauf von VW-Buggies von GP gesammelt hatte, gründete 1970 das Unternehmen Bugle Automotive Traction & Manufacturing Company of London in Fulham. Es bestand eine Verbindung zu Lotusmere. Die Produktion von Automobilen begann. Der Markenname lautet Bugle. Nach einem Brand zog das Unternehmen 1971 nach Reading. 1971 erfolgte die Umfirmierung in Bugle Development & Marketing Ltd. 1972 sorgte ein erneuter Brand für das vorläufige Ende.
In den frühen 1970er Jahren erwarb Stephen Foster von Fibresports aus Basildon einige Formen, fertigte damit Kits und bot sie zwischen 1972 und 1979 an. Der Markenname ist nicht überliefert.
Von 1979 bis 1985 setzte Chris Watson von CW Autos aus Yorkshire Produktion und Vermarktung als Bugle fort. 1995 übernahm James Hall von GT Mouldings aus Portslade die originalen Formen, überarbeitete sie und bot bis 2003 Kits an. Die Brüder Tony und Rob Armstrong aus Chelmsford übernahmen 2003 das Projekt, gründeten Bugle Buggies und stellen seitdem Bugles her. Insgesamt entstanden bisher etwa 891 Exemplare.
Exporte erfolgten bisher in die USA, nach Saudi-Arabien, Malta, Portugal, Zypern, Jordanien, Sardinien und in die Schweiz.

## Fahrzeuge

### Buggy
Es entstehen VW-Buggies. Zunächst ähnelten sie dem amerikanischen Bugetta. Die Basis bildet ein gekürztes Fahrgestell vom VW Käfer. Hussein I. von Jordanien orderte vier Fahrzeuge und Rocket Wheel Industries aus Kalifornien 75 Kits. Der Preis von 160 Pfund für einen Bausatz zu Beginn der 1970er Jahre lag höher als bei vergleichbaren Angeboten. Seit 1995 werden die Fahrgestelle weniger stark gekürzt.
Ein Fahrzeug wurde Ende 2017 für 4840 Pfund versteigert.

### Buggy Plus 2
Dieses Modell stand nur von 1970 bis 1972 (von Bugle Automotive Traction & Manufacturing Company of London) sowie von 1979 bis 1985 (von CW Autos) im Angebot. Die Basis bildete das ungekürzte Fahrgestell des VW Käfer mit 240 cm Radstand. Lediglich 20 Exemplare entstanden.